# Kasteel van Le Plessis-Josso
Het Kasteel van Le Plessis-Josso (Frans: Château du Plessis-Josso) is een kasteel in de Franse gemeente Theix-Noyalo. Het kasteel is een beschermd monument.